# FK Varnsdorf
Le FK Varnsdorf est un club tchèque de football basé dans la région d'Ústí nad Labem dans la ville de Varnsdorf en Tchéquie, et fondé en 1938.

## Histoire
Jusqu'en 1945, Varnsdorf avait majoritairement une population allemande. En 1907, est fondé le premier club de football de la ville, le DFC Varnsdorf puis en 1912 le SK Edelgrund qui se renomme en 1919, SK Germania Varnsdorf. En 1931, le DFC et Germania fusionnent pour donner naissance au Varnsdorfer FK.
Les habitants tchèques de la ville fondent en 1938 le SK Hraničáři Varnsdorf. Après le départ des Allemands à la fin de la deuxième guerre mondiale, seul subsistait dans la ville le SK Hraničáři. À la fin des années 1940, le club est chapeauté par la société Elite et prend le nom de Sokol Elite Varnsdorf. En 1952, la société Velveta fonde un autre club, le Sokol Velveta Varnsdorf.
En 1952, les deux clubs participent à la deuxième division, puis un an plus tard à la suite de la réorganisation du football tchèque, les deux clubs fusionnent, le nouveau nom devient DSO Jiskra Varnsdorf  et le club évolue en troisième division. À la suite d'une nouvelle réorganisation en 1955, le club évolue en quatrième division. En 1957, Jiskra fusionne avec le Spartak Varnsdorf pour devenir le TJ Slovan Varnsdorf.
En 1998, le club monte en troisième division. Avant la saison 2009-2010, le club profite d'un refus de licence au club Bohemians Prague, pour être admis en deuxième division.
En 2011, le club se renomme en FK Varnsdorf.
Lors de la saison 2014-2015, le FK Varnsdorf termine deuxième de Druhá Liga, la deuxième division tchèque, et doit monter en première division pour la première fois de son histoire mais cette promotion est annulée, le stade du club n'étant pas conforme aux exigences de la ligue. C'est le FC Zlín, troisième, qui accède finalement à l'élite du football tchèque.

### Historique des noms
- 1938 SK Hraničáři Varnsdorf
- 1940 Sokol Elite Varnsdorf
- 1953 DSO Jiskra Varnsdorf (après fusion avec le Sokol Velveta Varnsdorf)
- 1957 TJ Slovan Varnsdorf (après fusion avec le TJ Spartak Varnsdorf)
- 1996 SK Slovan Varnsdorf
- 2011 FK Varnsdorf